# Mudslide
Il Mudslide è un cocktail after-dinner a base vodka derivato dal White Russian. Il nome, che significa "colata di fango", deriva dall'apparenza donata dagli ingredienti cremosi e marroni e, eventualmente, dalle strisce di salsa di cioccolato disposte lungo il bicchiere. Non essendovi una ricetta codificata, il Mudslide può presentare moltissime varianti di preparazione ma, al concreto, rimane un cocktail dolce e cremoso il cui sapore è caratterizzato dal liquore al caffè e dalla crema di whisky. 

## Storia
Le origini del Mudslide sono oggetto di dibattito. Una ipotesi indica che il Mudslide sarebbe stato inventato negli anni cinquanta dal barman Old Judd al Wreck Bar del Rum Point Resort dell'isola Grand Cayman. Tale teoria è confutata, però, dal fatto che la crema di whisky non era un ingrediente disponibile a quell'epoca, dal momento che la commercializzazione iniziò solo dopo il 1974. Più plausibile, dunque l'ipotesi che vede il cocktail creato negli anni settanta da un anonimo barman del Wreck Bar alla richiesta di un avventore, il quale voleva un White Russian: il barista, non avendo a disposizione la panna, la sostituì con la crema di whiskey. Il Rum Point conferma di essere li luogo natale del cocktail ma, secondo alcune fonti, la leggenda sarebbe stata creata (o per lo meno sfruttata) dalla Baileys per commercializzare il suo prodotto. A prescindere dalla verificabilità delle origini, il cocktail ha incrementato il suo successo lungo l'arco degli anni ottanta grazie anche alla sua commercializzazione nella catena di ristoranti TGI Fridays, dove il Mudslide rimane uno dei cocktail più venduti.

## Composizione

### Ingredienti
- 3,0 cl di vodka
- 3,0 cl di liquore al caffè
- 4,5 cl di crema di whisky
- Salsa di cioccolato o cacao (opzionale)

### Preparazione
Versare la vodka, il liquore al caffè e la crema di whisky nello shaker, agitare vigorosamente per circa 20 secondi, guarnire il bicchiere con la salsa al cioccolato e versare la bevanda nel bicchiere.

### Descrizione
Il Mudslide è un cocktail dolce e vellutato, dal tenore alcolico medio (20% vol circa) ma dal sentore alcolico basso, in virtù degli ingredienti zuccherini e cremosi. Sebbene sia maggiormente indicato come dopocena, si può adattare a moltissimi contesti.

## Varianti
Per la sua semplicità di sapori, il Mudslide si presta a diverse varianti. La più comune prevede l'uso di panna assieme alla crema di whiskey (3,0 cl di crema di whiskey e 1,5 di panna): per distinguere questa ricetta, diventata più comune negli Stati Uniti, la versione senza panna viene spesso definita "Original Mudslide" o "Cayman Mudslide". Altre varianti molto note del cocktail sono:
- Mudslide Frozen: Si aggiunge un cucchiaio di gelato (solitamente vaniglia o fiordilatte), si mescola con un mixer e si serve in un bicchiere di tipo hurricane[9]
- Screaming Orgasm: Si aggiunge al composto l'amaretto[3]